# Juan Víctor Abargues de Sostén
Juan Víctor Abargues de Sostén (Valencia, 1845-¿Madrid?, 1920) fue un diplomático y explorador español.

## Biografía

### Primeros viajes
Abargues de Sostén probablemente nació en Valencia en 1845, aunque algunas fuentes lo sitúan en el continente africano un año más tarde. Estudió arquitectura y marchó joven al África Central. Pasó más tarde a Egipto y en 1876 fue encargado por el rey Alfonso XII para adquirir animales del Nilo que pudiesen engrosar los jardines de la Casa Real. También se le nombró corresponsal en Egipto del Museo Arqueológico Nacional, encargado de la recolección de piezas para las colecciones del museo.
Envió una propuesta al ministro de Estado en España para explorar el continente africano, recomendando proclamar la soberanía española en el golfo de Tadjoura, propuesta que no fue tomada en consideración. Luego optó por regresar a España, donde fue nombrado académico correspondiente de la Real Academia de Bellas Artes de San Fernando, en marzo de 1877. Fue ganando adeptos para sus proyectos de exploración del África: contó con la cobertura de la Asociación Española para la Exploración de África, el apoyo económico de Estanislao de Urquijo y Landaluce, primer marqués de Urquijo, y con el asentimiento de la Sociedad Geográfica de Madrid.

### Viaje al mar Rojo y Abisinia
Fruto de sus gestiones, se le encargó preparar una expedición al mar Rojo, Abisinia y África Oriental. A finales de 1880 llegó a Suez y tomó rumbo al sur, hacia la Etiopía cristiana, entonces gobernada por el negus Yohannes IV. En los alrededores de Gondar, la antigua capital imperial etíope, descubrió la tumba de Cristóbal de Gama, hijo del navegante Vasco da Gama, muerto en 1542.
De vuelta de este primer viaje expondrá sus impresiones, en 1883, ante la Sociedad Geográfica de Madrid, pronunciando una conferencia que fue publicada bajo el título Notas del viaje del señor D. J.V. Abargues de Sostén por Etiopía, Xoa, Zebul, Uolo, Galas. En ella relata sus viajes por la Etiopía cristiana y sus múltiples encuentros con el negus etíope Yohannes IV. De una lectura detallada de la obra, sin embargo, se desprenden dudas ante muchas de las aseveraciones del autor. Algunos viajantes y autores contemporáneos con los que se encontró tomaron en serio sus aseveraciones, como el explorador alemán Gerhard Rohlfs. Otro viajero centroeuropeo, el austríaco Anton Stecker, puso en duda algunas de las rutas que Abargues pretendió haber recorrido.
Publicó el resultado de sus trabajos de prospección comercial con el título de Resumen sobre los intereses comerciales de España en el mar Rojo y la necesidad de consulados y factorías para el desarrollo de nuestro comercio y como apoyo de nuestras comunicaciones con Filipinas. Gracias a este informe consiguió ser nombrado cónsul honorario en Yeda, desde donde estudió posibles ubicaciones para puertos comerciales españoles.

### Últimos años
Pasó varios años en Egipto. Al parecer, estuvo relacionado en 1883 con los intentos del marqués de la Vega de Armijo, ministro de Estado, y en 1885 de Segismundo Moret, titular de la cartera de Estado, de buscar enclaves españoles en el mar Rojo. También se dedicó a la antropología, la egiptología y a asuntos literarios, escribiendo una novela histórica publicada en Egipto en 1895.
En 1916 volvió a Madrid, buscando sin éxito una respuesta a sus ideas y proyectos sobre Egipto y Oriente Próximo. A finales de 1917, gracias a las gestiones de Rafael de Roda, consejero-delegado de la Compañía Española de Colonización, se trasladó a trabajar en el Protectorado español de Marruecos, en la ciudad costera Larache. Al poco tiempo, al retirarse Rafael de Roda, sus sucesores prescindieron de él. 
En 1919 y 1920 vivió en estado de miseria, sin abandonar sus intenciones de llevar a cabo nuevos planes expedicionarios. Se refugió en un asilo, donde murió en 1920.